# Adam Jakobsen
Adam Jakobsen, né le 7 avril 1999 à Copenhague au Danemark, est un footballeur danois qui évolue au poste d'avant-centre à l'IF Brommapojkarna.

## Biographie

### En club
Né à Copenhague au Danemark, Adam Jakobsen est formé par le club local du BK Frem. Il fait ses débuts en professionnel lors d'un match de troisième division danoise face au Jammerbugt FC le 8 avril 2017. Il entre en jeu et son équipe s'impose par trois buts à un. 
Lors de l'été 2018, Adam Jakobsen est recruté par le Vejle BK, qui vient de gagner sa promotion pour la première division. Le transfert est officialisé le 2 juin 2018 et il signe un contrat de trois ans, soit jusqu'en juin 2021.
C'est avec ce club qu'il joue son premier match en Superligaen, la première division danoise, le 13 juillet 2018, face au Hobro IK. Il entre en jeu à la place d'Allan Sousa et son équipe s'impose par trois buts à un.
Le 20 août 2020, Jakobsen est prêté pour une saison au Kolding IF.
Jakobsen rejoint la Slovénie en signant le 7 juillet 2021 avec le NK Celje, sous la forme d'un prêt d'une saison.
Le 24 juin 2022, Adam Jakobsen quitte définitivement le Vejle BK pour signer en faveur du FC Fredericia pour un contrat courant jusqu'en juin 2025.
Le 16 mars 2024, Adam Jakobsen prend la direction de la Suède pour sa deuxième expérience à l'étranger, et signe en faveur de l'IF Brommapojkarna pour un contrat courant jusqu'en juin 2027,.

### En sélection
Adam Jakobsen est sélectionné avec l'équipe du Danemark des moins de 19 ans, jouant deux matchs en 2018.